# Сюй Цзяюй
Сюй Цзяюй (кит.: 徐嘉余, нар. 19 серпня 1995, Чжецзян, Китай) — китайський плавець, срібний призер Олімпійських ігор 2016 року.

## Виступи на Олімпійських іграх
| Олімпіада   | Дисципліна         | Місце |
| ----------- | ------------------ | ----- |
| Лондон 2012 | 200 м на спині     | 28    |
| Ріо 2016    | 100 м на спині     | 2     |
| Ріо 2016    | 200 м на спині     | 4     |
| Ріо 2016    | 4x100 м комплексом | DSQ   |